# Штефан Луйц

Штефан Луйц (нім. Stefan Luitz) — німецький гірськолижник, медаліст чемпіонатів світу. 
Бронзову медаль чемпіонату світ Луйц виборов у командних  змаганнях з паралельного слалому на світовій першості 2021 року, що проходила в італійській Кортіні-д'Ампеццо.